# Manèga (Kokologo)
Pour les articles homonymes, voir Manèga.
Manèga est un village du département et la commune rurale de Kokologho (ou Kokologo), situé dans la province du Boulkiemdé et la région du Centre-Ouest au Burkina Faso.

## Géographie

### Démographie
- En 2003 le village comptait 1 991 habitants estimés[2].
- En 2006 le village comptait 1 809 habitants recensés[1].

## Santé et éducation
Le village accueille un centre de santé et de protection sociale (CSPS).
Le village possède une école primaire publique.